# Holoparamecus castaneus
Holoparamecus castaneus is een keversoort uit de familie zwamkevers (Endomychidae). De wetenschappelijke naam van de soort werd in 1893 gepubliceerd door Thomas Broun.